# قصر النظر عند الحيوانات
تعاني بعض الحيوانات من قصر النظر وضعف الإبصار. يحدث قصر النظر، مع أو بدون الاستجماتيزم، في الحيوانات الأليفة في كثير من الأحيان.

## في وحيد القرن

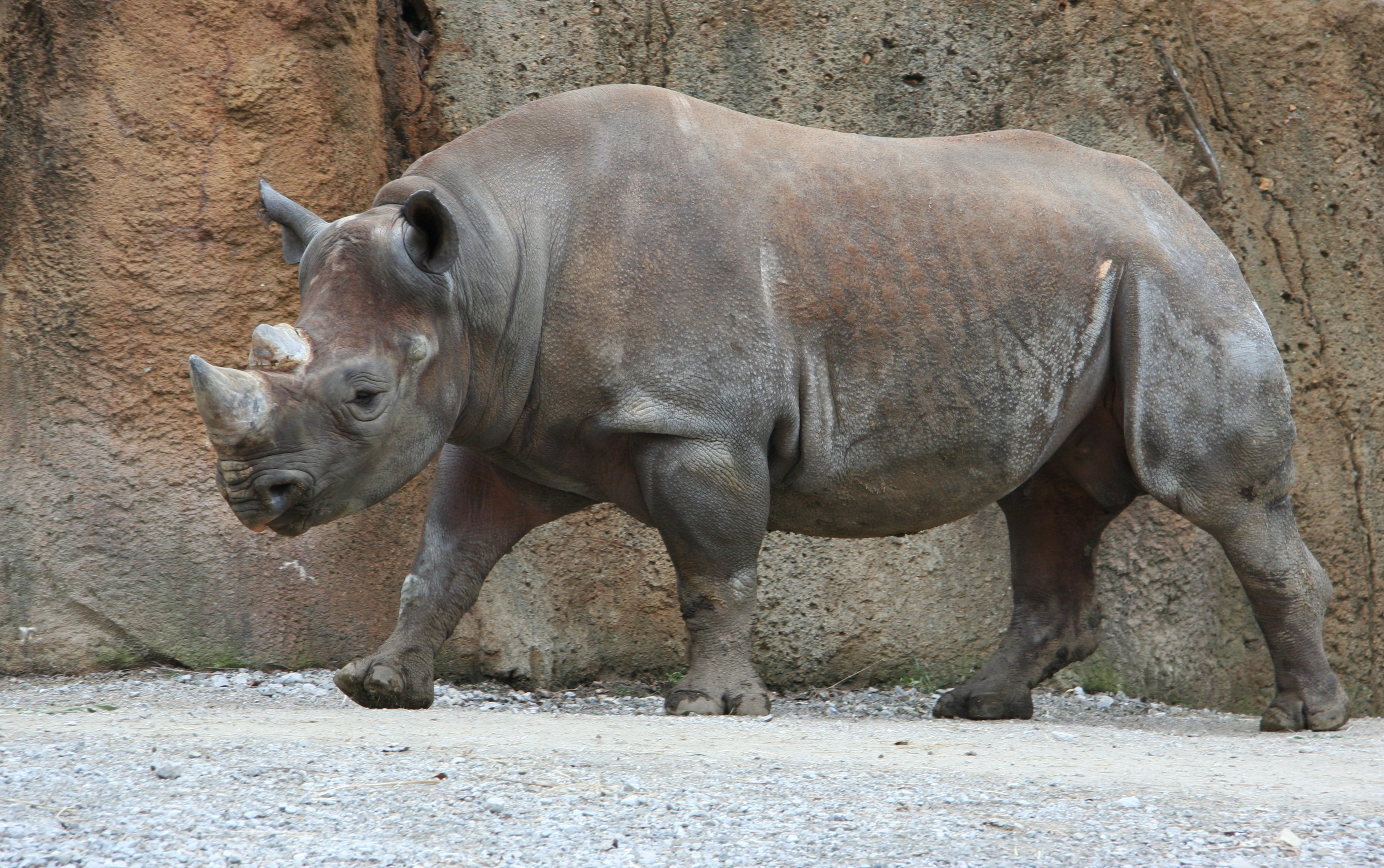
تشتهر الكركدنيات بمعاناتها مع قصر النظر

في حين يعاني وحيد القرن من قصر النظر، إلا أنه يعوض هذا عمومًا من خلال التركيز باستخدام حاستي السمع والشم الفائقتين اللتين يتمتع بهما. تشير بعض التقارير إلى أن وحيد القرن يمكن أن يرى بشكل أفضل عند استخدام عين واحدة، وخصوصًا عند المشي، والاعتدال، والقتال.

## البحوث
يعتبر قصر النظر، مع أو بدون الاستجماتيزم، هو أكثر أمراض العين شيوعًا في الخيول. وقد تم تسجيل عدة أنواع من قصر النظر في حيوانات زبابيات الشجر، وقرد المكاك والقطط والفئران بفك رموز عدة نماذج تحفز قصر النظر في الحيوانات. وجدت الفحوصات المختبرية الأولية باستخدام تنظير الشبكية في 240 كلب مشاكل قصر النظر بدرجات متفاوتة من أخطاء الانكسار باختلاف السلالات. كما وُجد أن أخطاء الانكسار في سلالات روت فايلر والحصان القزم تدل على قصر النظر. كما لوحظ التصلب النووي للعدسة البلورية في الكلاب القديمة.
وقد كشفت التجارب التي أُجريت على قرود المكاك حديثة الولادة أن دمج الجفن جراحيًا لمدة سنة واحدة يؤدي إلى تدهور العين لأن العين لم تتح لها الفرصة للنمو والتطور. إلا أن حفظ القرود في الظلام لفترة مماثلة، لا يؤدي إلى قصر النظر. في عام 1996، أجرى موريس وموشين اختبارات على الأرانب عن طريق رفع درجات حرارة الجسم وزيادة الضغط داخل العين وأشار إلى أنه في حين أن الأرانب الأصغر سنًا تعتبر أكثر عرضة لتطوير قصر النظر، فإن الأرانب القديمة لم تعتبر هكذا. وقد كشفت بعض الاختبارات أن قصر النظر في بعض الحيوانات يمكن تحسينه باستخدام قطرات العين التي تحتوي على الزنك، عن طريق زيادة نشاط انزيم ديسموتاز الفائق.
بدا من الواضح أن قدرة قرود ريسوس على الرؤية تنخفض في العقد الثاني من الحياة. إلا أن الحالة لا تعوق سير العمل العادي. تعاني قرود ريسوس الكبيرة بالسن من صعوبة أكبر في استيعاب هذا الانخفاض في القدرة على الإبصار، كما تواجه صعوبة في التركيز على الأشياء من مسافة قريبة، حتى الأجسام على الأرض والتي تقع ضمن نطاق أذرعها.

## في حيوانات الحديقة والحيوانات الأليفة
في حديقة حيوان سنترال بارك، نيويورك، تم الإبلاغ عن العديد من الحيوانات التي عانت من قصر النظر، بما في ذلك الفيل البالغ من العمر 39 عامًا، وجاموس الرأس، وبعض القرود. وُجد أن الفيلة الشابة وغيرها من الحيوانات لم تعاني من قصر النظر. وقد تم الإبلاغ عن معاناة الكلاب الأليفة من قصر النظر التدريجي.